# Verrès
Verrès é uma comuna italiana da região do Vale de Aosta com cerca de 2.622 habitantes. Estende-se por uma área de 8 km², tendo uma densidade populacional de 328 hab/km². Faz fronteira com Arnad, Challand-Saint-Victor, Champdepraz, Issogne, Montjovet.

## Demografia
| Variação demográfica do município entre 1861 e 2011                               |
|                                                                                   |
| Fonte: Istituto Nazionale di Statistica (ISTAT) - Elaboração gráfica da Wikipedia |